# Schloss Steinburg (Hunderdorf)

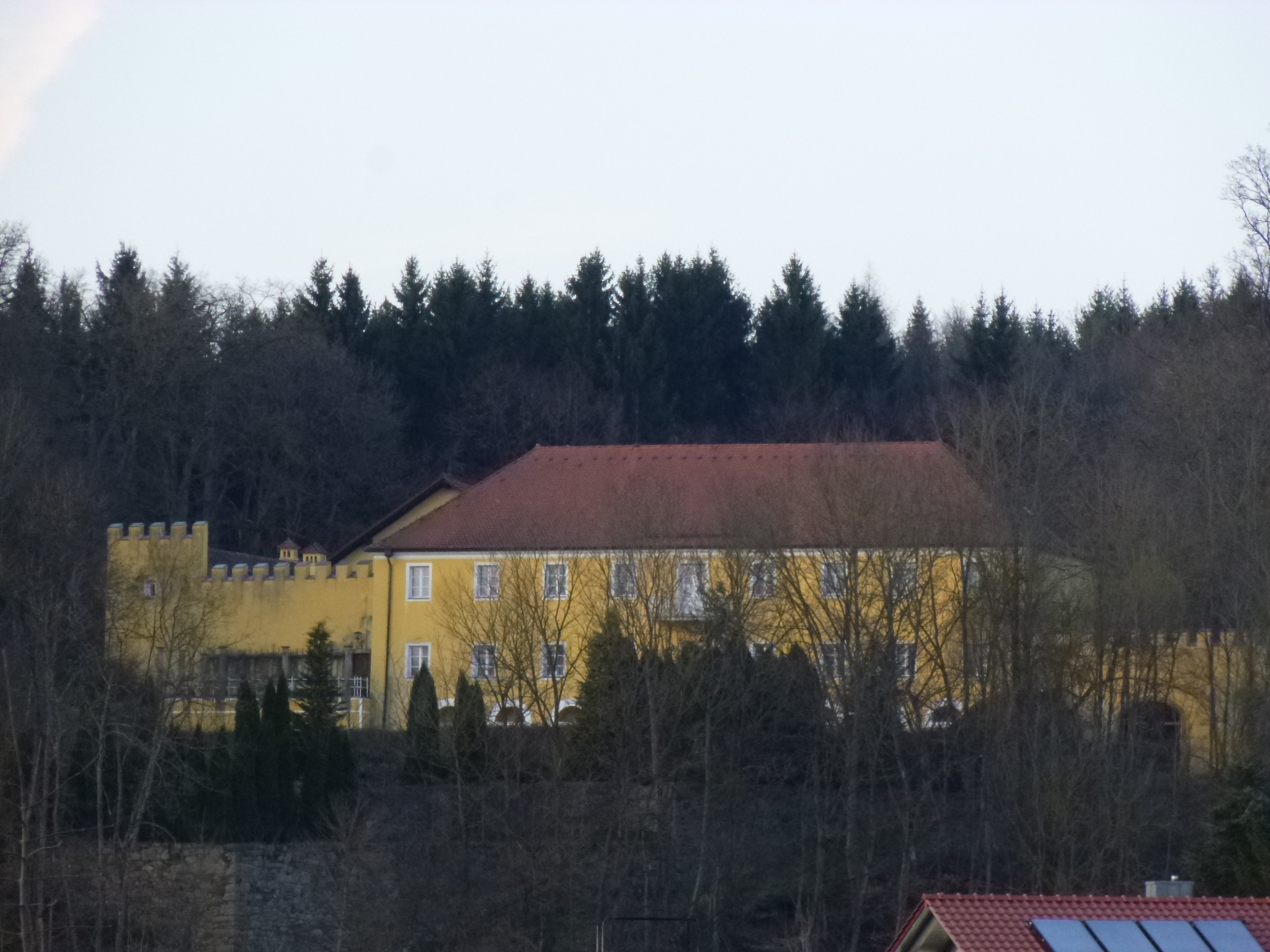
Schloss Steinburg

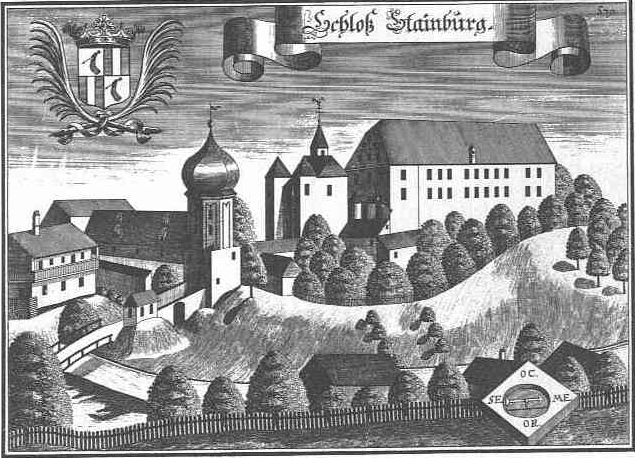
Schloss Steinburg nach einem Stich von Michael Wening (1726)

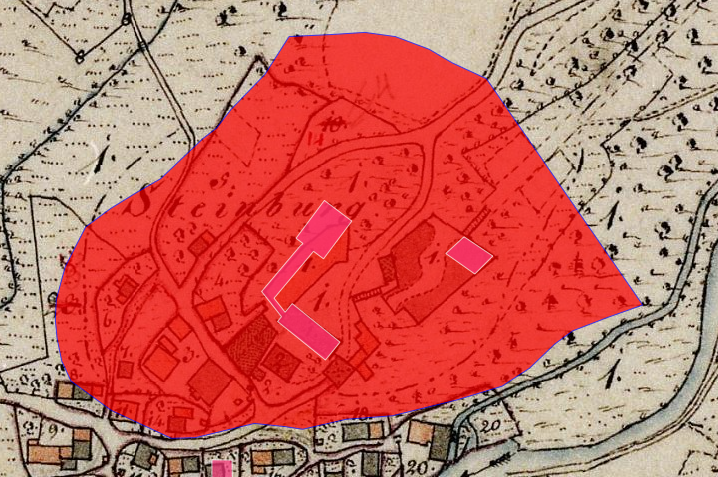
Lageplan von Schloss Steinburg auf dem Urkataster von Bayern

Das Schloss Steinburg ist ein Schloss in Steinburg (Gemeinde Hunderdorf) im niederbayerischen Landkreis Straubing-Bogen. Es ist unter der Aktennummer D-2-78-139-23 als Baudenkmal verzeichnet. Die Anlage wird ferner als Bodendenkmal unter der Aktennummer D-2-7042-0025 mit der Beschreibung „untertägige mittelalterliche und frühneuzeitliche Befunde und Funde im Bereich von Schloss Steinburg mit Schlosskapelle St. Johannes der Täufer, darunter Spuren von Vorgängerbauten und der Befestigungsanlagen“ geführt.

## Geschichte
Die 1414 ausgestorbenen Herren von Steinberg konnten seit dem 12. Jahrhundert ihren Güterbestand um den Sitz Steinberg (erst später Steinburg genannt) durch Rodungen beständig ausweiten. Steinburg wurde eine Hofmark im  Landgericht Mitterfels und kam im 16. Jahrhundert an die Herren von Murach, denen 1579 Hans Christoph Fux der Jüngere folgte. 1597 kaufte  Hieronymus von Seyboltsdorf Steinburg, starb aber bereits 1599. Seine Witwe verkaufte die Hofmark 1602 an Albrecht von Preysing zu Kronwinkl, später waren die Muggenthal und die Freiherrn von Lerchenberg Hofmarksherren. Inhaber der Hofmark von 1710 bis 1807 war dann die Familie der Schuß von Peilnstein (Sattelpeilnstein). Durch Erbschaft wurden die Schönbrunn Inhaber der Hofmark, 1816 dann Wilhelm Freiherr von Berchem auf Niedertraubling. 1820 entstand in der Nachfolge der Hofmarksherrschaft ein Patrimonialgericht II. Klasse. 1824/25 erfolgte der Bau des heutigen Herrenhauses. 1845 erwarb der bayerische Außenminister Otto Graf von Bray das Schlossgut und nannte sich seit 1848 Graf von Bray-Steinburg. Im selben Jahr wurden im Zuge der Revolution 1848 die Reste der Adelsherrschaft wie die Patrimonialgerichtsbarkeit aufgehoben. Heute gehört Schloss Steinburg durch Heirat den Freiherren von Poschinger-Bray in Irlbach.

## Baubeschreibung
Schloss Steinburg ist ein geschütztes Baudenkmal mit der Aktennummer D-2-78-139-23, die Baubeschreibung des Bayerischen Landesamts für Denkmalpflege lautet:
- Offene Vierflügelanlage, in der Nordostecke ehemalige Stallung, barock, 1821 als Kapelle eingerichtet; mit Ausstattung
- Herrenhaus an der Südwestseite, Walmdachbau von 1825
- Ehemaliges Försterhaus im Südosten, um 1825
- Torbau, Futtermauern und gepflasterte Auffahrtsrampe von Westen her, 18. und Mitte 19. Jahrhundert